# ランボルギーニ・チェンテナリオ

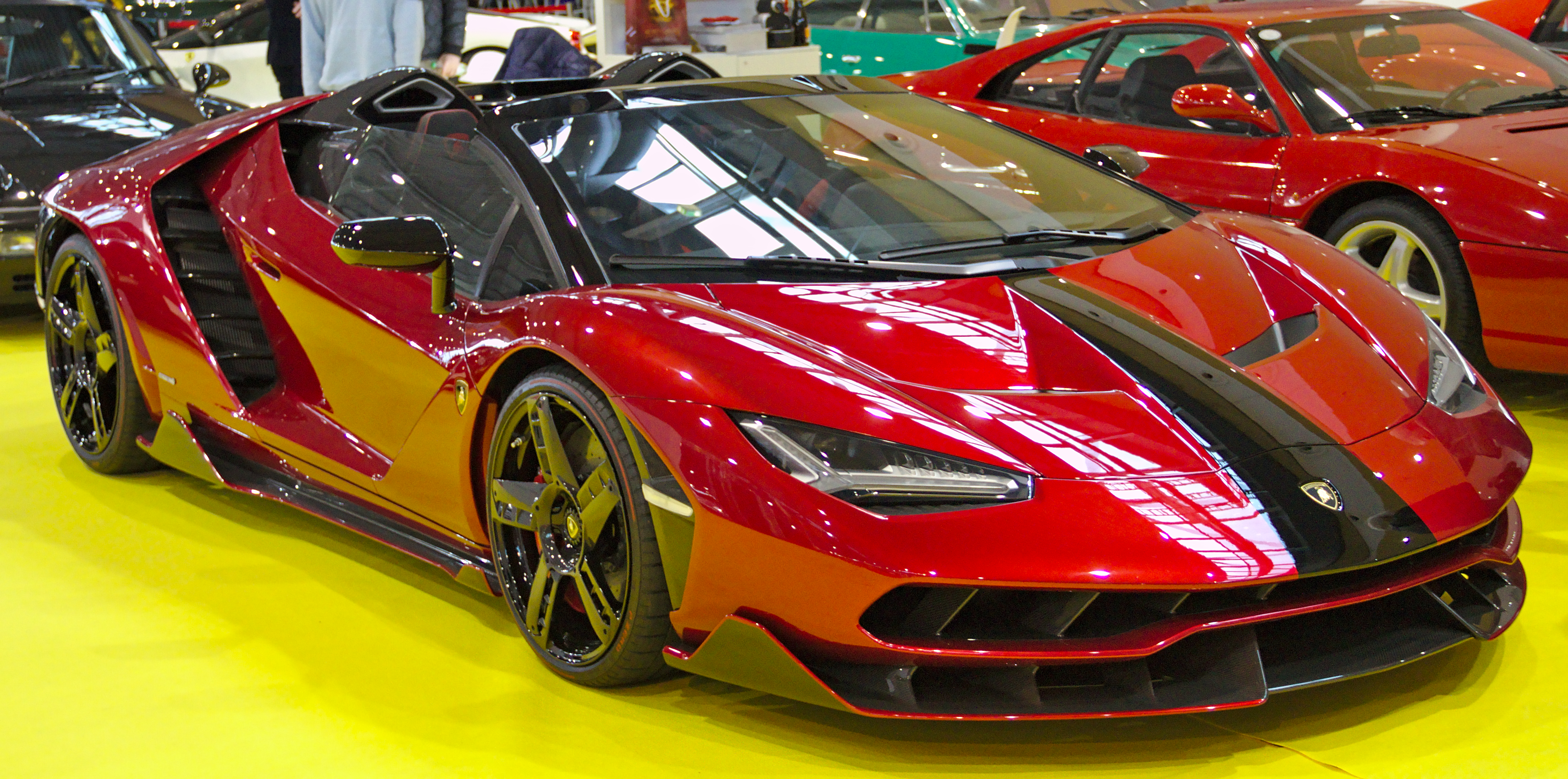
チェンテナリオ・ロードスター

センテナリオ(Centenario)は、イタリアの自動車メーカー、ランボルギーニが創設者フェルッチオ・ランボルギーニの生誕100年を記念して限定で製造・販売したスーパーカー。

## 概要
2016年のジュネーブショーで実車が公開された。全世界で40台（クーペ20台とロードスター20台）が生産され、175万ユーロ（邦貨換算で約2億1600万円）で発売され、完売した。チェンテナリオのデザインは、他のくさび形のスーパーカーに比べて "極端ではない"と噂されていた。6500ccのV型12気筒で770馬力のエンジンを搭載。0-100km/hを2.8秒で加速し、最高速度は350km/hを超える。日本では2016年9月16日、東京都の聖徳記念絵画館での「ランボルギーニ・デイ」で初公開された。アヴェンタドールがベースとなっている。

## 車名の由来
「チェンテナリオ」(イタリア語読み。日本においては発祥・理由は不明だがスペイン語読みである「センテナリオ」と呼称される場合もある)とはイタリア語で「100周年」の意味。前述の創設者フェルッチオ・ランボルギーニの生誕100周年に因む。